# Національний парк Мануель-Антоніо
Національний парк Мануель Антоніо (ісп. Parque Nacional Manuel Antonio) — маленький національний парк в межах Центрально-тихоокеанської природоохоронної території, розташований на тихоокеанському узбережжі Коста-Рики, на південь від міста Керпос, провінція Пунтаренас, та за 132 км від столиці країни, міста Сан-Хосе. Парк був заснований в 1972 році та вкриває територію 16,24 км² (найменший національний парк Коста-Рики). Щороку його відвідує близько 150 тис. туристів, парк відомий мальовничими пляжами та маршрутами для походів.

## Історія
До встановлення іспанського контролю район, де зараз розташований парк, був населений представниками народу кепоа, що дав початок місту Кепос. Із прибуттям поселенців, ці території переважно стали використовуватися для потреб сільського господарства, а з часом майже повністю були зкуплені американською компанією Юнайтед-фрут-компані.

## Характеристика парку
Парк найбільш відомий своїми пляжами та захоплюючими пейзажами. Зокрема, на його території розташовані чотири пляжі: Мануель-Антоніо, Еспаділья-Сюр, Ескондідо і Плаїта. Широкі смуги світлого піску цих пляжів приваблюють туристів всіх віків. Перший пляж відділений від другого природним мостом або tombolo, утвореним купою піску. Обидва пляжі містять припливні озера та є чудовими ділянками для підводного плавання.
На пляжах, проте, немає рятувальних служб, через це слід бути обережними. Перебування туристів на території парку обмежене до 16.00 щодня, через те, що вхід до парку проходить через струмок, який розливається під час припливу і може перекрити вхід до парку. Крім того, струмок досить забруднений, а його розлив сприяє потраплянню до районів дороги крокодилів.

## Жива природа
Хоча Мануель-Антоніо — найменший парк країни, він характеризується непорівняним біорізноманіттям, зокрема тут мешкають 109 видів ссавців і 184 видів птахів. Відомими тваринами є бурогорлий трипалий і гофманівський двопалий лінівці, гриваста мавпа-ревун, центральноамериканський саймірі і білоголовий капуцин. Також тут поширені чорна гострохвоста ігуана, зелена ігуана, звичайний василиск, білоносий коаті та багато видів змій та кажанів. Серед птахів поширені тукани, дятли, гігантські сплюхи, момоти, танагрові, грифи-індички, папуги та яструби. У прибережних водах мешкають дельфіни та інколи кити (під час міграції).
Парк містить великі ділянки захищених вологих тропічних лісів, мангрового лісу, прибережної вегетації та острівної флори на невеликих острівцях затоки. Характерні для тропічного лісу види рослин включають молочне дерево, каллофілум бразильський, гіменею, терміналію, сейбу. Рослини мангрового лісу переважно представлені трьома видами: червоним, чорним та білим манграми. На узбережжі також ростуть мигдаль і кокос.

## Виноски
1. 1 2  Manuel Antonio National Park. Архів оригіналу за 27 червня 2013. Процитовано 25 лютого 2008.